# Lagos en Marte

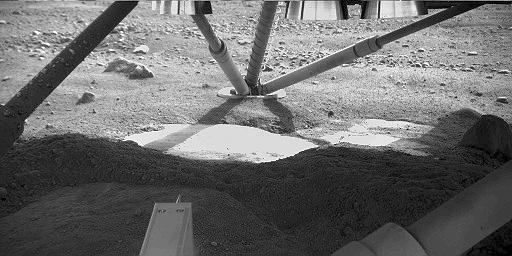
Vista debajo del módulo de aterrizaje Phoenix, que muestra exposiciones irregulares de una superficie brillante que puede ser hielo.

En el verano de 1965, las primeras imágenes de primer plano de Marte mostraron un desierto lleno de cráteres sin signos de agua. Sin embargo, a lo largo de las décadas, a medida que se tomaron imágenes de más partes del planeta con mejores cámaras en satélites más sofisticados, Marte mostró evidencia de valles de ríos pasados, lagos y hielo presente en glaciares y en el suelo. Se descubrió que el clima de Marte muestra grandes cambios a lo largo del tiempo geológico porque su eje no está estabilizado por una luna grande, como lo está la Tierra. Además, algunos investigadores sostienen que el agua líquida superficial podría haber existido durante períodos de tiempo debido a los efectos geotérmicos, la composición química o los impactos de asteroides. Este artículo describe algunos de los lugares que podrían haber albergado grandes lagos.

## Resumen
Además de ver características que eran signos de agua superficial en el pasado, los investigadores encontraron otros tipos de evidencia de agua en el pasado. Los minerales detectados en muchos lugares necesitaban agua para formarse. Un instrumento en el orbitador Mars Odyssey de 2001 cartografió la distribución del agua en la superficie poco profunda. Cuando el módulo de aterrizaje Phoenix disparó sus retrocohetes para aterrizar en el extremo norte, el hielo quedó expuesto.
Cuando el agua entra en una gran masa de agua, como un lago, se puede formar un delta. Muchos cráteres y otras depresiones en Marte muestran deltas que se asemejan a los de la Tierra. Además, si un lago se encuentra en una depresión, todos los canales que ingresan se detendrán a la misma altura. Tal disposición es visible alrededor de lugares en Marte que se supone que contenían grandes masas de agua, incluso alrededor de un posible océano en el norte.
La formación de lagos en el pasado ha sido sospechada por varios investigadores durante bastante tiempo. Un estudio encontró 205 posibles lagos de cuenca cerrada en cráteres de Marte. Las cuencas tienen un valle de entrada que corta el borde del cráter y desemboca en la cuenca, pero no tienen un valle de salida visible. El volumen total de las cuencas equivale a una profundidad de 1,2 metros repartidos uniformemente sobre la superficie marciana. Sin embargo, esta cantidad es una pequeña fracción de las reservas actuales de hielo de agua en Marte. Otro estudio encontró 210 lagos de cuenca abierta. Estos eran lagos con una entrada y una salida; por lo tanto, el agua debe haber entrado en la cuenca y alcanzado la altura de la salida. Algunos de estos lagos tenían volúmenes similares al Mar Caspio, Mar Negro y el lago Baikal de la Tierra. Un estudio presentado en la Conferencia de Ciencias Planetarias y Lunares de 2018 encontró 64 paleolagos en la región noroeste de Hellas. El equipo sugirió que estos lagos se formaron a partir de un océano que ocupaba la cuenca Hellas y las tierras bajas del sureste. Los datos de CRISM para la región mostraron minerales acuosos como esmectitas de Fe/Mg, cloruro anhidro y probablemente carbonatos. Tal océano fue sugerido por un equipo de investigadores en 2016. Cuarenta y ocho posibles lagos extintos fueron encontrados en Arabia Terra. Algunos fueron clasificados como sistemas de cuenca abierta porque mostraron evidencia de un canal de salida. Estos lagos tenían un tamaño de decenas de metros a decenas de kilómetros. Muchos de estos lagos fueron descubiertos buscando relieves invertidos.
Se cree que algunos lagos en los cráteres de Terra Sabaea se formaron a partir del derretimiento de los glaciares en sus bordes. Las corrientes invertidas se encuentran en los suelos de algunos cráteres. El agua de los glaciares transportó escombros en canales y, en consecuencia, esos escombros quedaron después de que se erosionó el suelo circundante.
En un estudio publicado en 2018, los investigadores encontraron 34 paleolagos y canales asociados en la cuenca nororiental de Hellas. Algunos estaban cerca del volcán Hadriacus Mons. Los diques del volcán podrían haber creado sistemas hidrotermales, lo que permitió que el hielo se derritiera. Algunos parecían haberse formado a partir de la precipitación, otros a partir de aguas subterráneas.
Además, algunas cuencas de Marte forman parte de largas cadenas de lagos. El sistema de cadenas lacustres Naktong/Scamander/Mamers Valles tiene aproximadamente 4500 km (2800 millas) de largo, con un área de drenaje similar a la de los ríos Missouri-Mississippi. Otro, el sistema Samara/Himera Vallis, tiene 1800 km de largo. Muchas de las largas cadenas de lagos se encuentran en el cuadrángulo de Margaritifer Sinus.
Algunos de los lagos parecen haber tenido un volumen alto en comparación con su área de drenaje; por lo tanto, se piensa que parte del agua era agua subterránea. Otra evidencia es la existencia de material nudoso en los pisos de las cuencas. Estas protuberancias podrían haberse formado cuando grandes cantidades de agua abandonaron el suelo.
En febrero de 2019, un grupo de científicos europeos publicó evidencia geológica de un antiguo sistema de agua subterránea en todo el planeta que probablemente estaba conectado a un océano marciano. El estudio fue de 24 cráteres que no mostraban una entrada o salida; por lo tanto, el agua para el lago habría venido del suelo. Todos los cráteres estaban ubicados en el hemisferio norte de Marte. Estos cráteres tenían pisos que se encontraban aproximadamente a 4000 m por debajo del "nivel del mar" marciano (un nivel que, dada la falta de mares del planeta, se define en función de la elevación y la presión atmosférica). Las características en los suelos de estos cráteres solo podrían haberse formado en presencia de agua. Muchos cráteres contienen múltiples características que muestran que el nivel del agua en los cráteres subió y bajó con el tiempo. Deltas y terrazas estaban presentes en algunos cráteres.  En algunos de los suelos de los cráteres se encuentran minerales como varias arcillas y minerales de tonos claros que se forman en el agua. Además, se encuentran capas en algunos de estos cráteres. En conjunto, estas observaciones sugieren fuertemente que el agua estaba presente en estos lugares. Algunos de los cráteres estudiados fueron Pettit, Sagan, Nicholson, Mclaughlin, du Martheray, Tombaugh, Mojave, Curie, Oyama y Wahoo. Parece que si un cráter era lo suficientemente profundo, salía agua del suelo y producía un lago.